# Encefalizační kvocient
Encefalizační kvocient (zkratka EQ) vyjadřuje poměr hmotnosti mozku zkoumaného živočicha v porovnání se stejnou veličinou zjištěnou u jiných živočichů shodné průměrné tělesné hmotnosti. Samotný koncept EQ byl poprvé představen v 70. letech 20. století (H. J. Jerison, 1973).
Lidský EQ se pohybuje zhruba kolem 7 bodů, člověk má tedy sedmkrát těžší mozek, než by se z velikosti člověka mohlo očekávat. Na druhém místě jsou delfíni s EQ=4, na třetím místě je kosatka s EQ=3. Teprve na čtvrtém místě je šimpanz s EQ=2,5. Velikost mozku kočky dokonale odpovídá velikosti jejího těla, proto má EQ=1.
Samotný encefalizační kvocient je však jako měřítko kognitivních schopností vhodný spíše v omezené míře a je nutné jej chápat spíše jako velmi hrubé a orientační číslo. Samotný výpočet EQ závisí na srovnávací skupině, pro kterou se vypočítává očekávaná hmotnost mozku, přičemž index také nebere v potaz samotnou strukturu mozku, která má pro kognitivní schopnosti velký význam. Lepší korelaci představuje spíše odhad počtu neuronů v daném objemu mozku.